# Zoo al Maglio
Le zoo al Maglio est un parc zoologique de Suisse, situé à Magliaso.
Situé dans le canton du Tessin, on peut y accéder grâce à la ligne de train FLP.